# Marco Büchel
Marco Büchel (Walenstadt, Zwitserland, 4 november 1971) is een Liechtensteins voormalig alpineskiër.
Büchels eerste wedstrijd in de ski-wereldcup was in 1994. Het duurde drie jaar voordat hij zich de eerste keer onder de beste tien kon kwalificeren. Daarna werden zijn prestaties constanter en haalde hij ook enige malen het podium.
Het grootste succes van zijn carrière behaalde hij bij de Alpine wereldkampioenschappen van 1999 in Vail, Beaver Creek toen hij in reuzenslalom achter de Noor Lasse Kjus tweede werd. Op 23 februari 2003 won hij de Super G van Garmisch-Partenkirchen.
Büchel deed drie keer mee aan de Olympische Winterspelen. Tijdens Lillehammer 1994 werd hij 40e op de afdaling en 32e op de Super G. In de uitslag van de reuzenslalom kwam hij niet voor, omdat hij niet finishte tijdens de tweede manche. Op de combinatie werd Büchel 33e en laatste. Op de slalom startte hij niet. Op de afdaling in Salt Lake City 2002 werd Büchel gedeeld 29e. Op de reuzenslalom werd hij 17e en op de Super G gedeeld 13e. Tijdens Turijn 2006 op de afdaling werd hij 7e, tijdens de Super G 6e. Op de reuzenslalom deelde hij wel mee, maar finishte al niet in de eerste mange.
Zijn beste skiresultaat was op 17 december 2005 in Val Gardena toen hij als tweede Liechtensteiner, 12 jaar na Markus Foser, de afdaling won. Zijn beste resultaat in seizoen 2005/06 was een tweede plaats bij de afdaling van Kitzbühel (de Hahnenkamm) op 21 januari 2006. Seizoen 2006/07 begon voor Büchel op een goede wijze, omdat hij de eerste wereldbekerwedstrijd – de afdaling in Lake Louise, Canada – won. In 2008 meldde hij zich weer vooraan met de winst van de Super-G in Kitzbühel op 18 januari.
Büchel werd tussen 1997 en 1999 drie keer achter elkaar Liechtensteins sporter van het jaar.